# V472 Близнецов
V472 Близнецов (лат. V472 Geminorum) — двойная затменная переменная звезда типа W Большой Медведицы (EW) в созвездии Близнецов на расстоянии приблизительно 2 400 световых лет (около 736 парсек) от Солнца. Видимая звёздная величина звезды — от +13,3m до +12,8m. Орбитальный период — около 0,3967 суток (9,52 часа).

## Характеристики
Первый компонент — жёлто-белая звезда спектрального класса G-F. Радиус — около 1,52 солнечного, светимость — около 2,62 солнечных. Эффективная температура — около 5963 К.
Второй компонент — жёлто-белая звезда спектрального класса G-F.